# Rio Salgado (vattendrag i Brasilien, Alagoas)
Rio Salgado är ett vattendrag i Brasilien.   Det ligger i delstaten Alagoas, i den östra delen av landet, 1 600 km nordost om huvudstaden Brasília.